# 제1사단 (조선민주주의인민공화국)
제1사단은 조선인민군의 첫 번째 보병 사단이다. 위장명은 제171군부대.

## 역사

### 초기
개천시에 위치한 보안간부 제1훈련소를 중심으로 신의주와 정주, 강계 분소를 취합하여, 제1, 2, 3연대과 포병연대를 두고 1947년 5월 1일에 제1보병사단으로서 창설되었고, 이듬해 1948년 2월 8일에 제1사단으로 개명되었다. 사단 본부를 남천에 두고 개성시 부근 도처에서 한국 전쟁이 발발할때까지 대한민국군의 전력을 정탐하듯이 빈번하게 도발하였다. 1949년 5월 4일, 사단장 최광 소장은 휘하 제3연대로 하여금 진지공사를 하던 남한 제1사단 예하 제11연대, 2대대를 기습하여 송악산 5·4 전투를 일으켰다. 1950년 봄에는 개성과 백천 등의 38도선 연변 도시에 박격포를 쏘아 무력시위를 하였다.

### 한국 전쟁
전쟁이 발발한 6월 25일에 제1사단은 제105땅크여단 예하 제203전차연대와 제6사단과 함께 2일 간의 개성, 문산 전투로 남한 제1사단을 격파하고 본격적으로, 남쪽으로 진격하였다.

## 참고
- 전사편찬위원회 (1977년 12월). 〈第3章 北傀의 全面南侵 5. 高浪浦 -汶山-奉日川地區 戰鬪〉. 《北傀의 南侵과 緖戰期》 (PDF). 韓國戰爭史 1 개정판. 대한민국 국방부. 393쪽. 2017년 8월 29일에 원본 문서 (PDF)에서 보존된 문서. 2013년 12월 27일에 확인함.